# Мёкерн (Тюрингия)
Мёкерн (нем. Möckern) — община в Германии, в земле Тюрингия.
Входит в состав района Заале-Хольцланд. Подчиняется управлению Штадтрода. Население составляет 121 человек (на 31 декабря 2010 года). Занимает площадь 5,35 км².